# Robert Falkenauer
Robert Falkenauer (25. února 1951, Sokolov – 7. září 2011, Plzeň) byl český římskokatolický kněz, který od prosince 2006 až do své smrti působil jako generální vikář plzeňské diecéze.

## Osobní život
Narodil se v rodině podnikového právníka a bankovní úřednice jako třetí z jejich šesti dětí. Vystudoval střední průmyslovou školu strojnickou a obor užitá geofyzika na Přírodovědecké fakultě Univerzity Karlovy v Praze. Během svých vysokoškolských studií si přivydělával jako noční hlídač v Národním muzeu. Po dokončení studia a absolvování základní vojenské služby pracoval krátce opět jako noční hlídač v Národním muzeu, následně několik let jako programátor v Projektovém ústavu dopravních a inženýrských staveb a získal titul doktora přírodních věd.
V roce 1981 emigroval do Rakouska, kde se rozhodl ke studiu teologie. Nejprve se však musel naučit německy a etablovat v novém prostředí, a proto se na čas vrátil k práci programátora. Protože mezitím získal rakouské občanství, rozhodl biskup Škarvada, aby studium teologie absolvoval v Rakousku. Začal tedy studovat Filosoficko-teologickou vysokou školu při cisterciáckém klášteře v Heiligenkreuzu.
Krátce po sametové revoluci se vrátil do Československa a začal působit jako jáhen v rodném Sokolově. Na radu kardinála Tomáška také dostudoval teologii v Rakousku a získat titul magistra teologie na Vídeňské univerzitě. Poté se natrvalo vrátil do Čech a 20. června 1993 přijal v Sokolově kněžské svěcení. Byl ustanoven farním vikářem v Sokolově, ale již 24. července 1993 jej nový plzeňský biskup František Radkovský jmenoval svým sekretářem s tím, že svých povinností farního vikáře byl zproštěn od 1. září 1993. Po dobu svého působení ve funkci sekretáře biskupa rovněž zajišťoval duchovní správu ve Spáleném Poříčí a několika dalších farnostech jihozápadně od Plzně a vyučoval na Církevním gymnáziu Plzeň.
Od roku 1995 do 30. června 1999 působil jako vicerektor pražského kněžského semináře a od 1. července 1999 se stal biskupským vikářem plzeňské diecéze pro školství, vzdělávání a styky se zahraničím. V této funkci se věnoval především pastoraci vysokoškolských studentů, jakož i výuce na Západočeské univerzitě a Lékařské fakultě Univerzity Karlovy v Plzni. Po určitou dobu byl také okrskovým vikářem vikariátu Plzeň-město. Od 1. prosince 2006 byl jmenován generálním vikářem plzeňské diecéze.
Několik měsíců poté, co mu byla diagnostikována rakovina s prognózou rychlého a vážného průběhu nemoci, tomuto onemocnění v nemocnici v Plzni podlehl. Byl pohřben 17. září 2011 do kněžského hrobu na plzeňském Ústředním hřbitově.